# Hrabstwo Le Flore

Piramida wieku mieszkańców hrabstwa Le Flore

Le Flore – hrabstwo w stanie Oklahoma w USA. Założone w 1907 roku. Populacja liczy 48 109 mieszkańców (stan według spisu z 2000 roku).
Powierzchnia hrabstwa to 4165 km² (w tym 58 km² stanowią wody). Gęstość zaludnienia wynosi 12 osoby/km².
Nazwa hrabstwa pochodzi od nazwiska indiańskiej rodziny Choctawów o pochodzeniu francuskim.

## Miasta
- Arkoma
- Bokoshe
- Cameron
- Cowlington
- Fort Coffee
- Heavener
- Howe
- Le Flore
- Panama
- Pocola
- Poteau
- Rock Island
- Shady Point
- Spiro
- Talihina
- Wister